# Slávka Frniaková
Slávka Frniaková, coniugata Bučáková (Žilina, 9 marzo 1979), è un'ex cestista slovacca.

## Carriera
Con la Slovacchia ha disputato i Campionati europei del 1999 e i Giochi olimpici di Sydney 2000.